# Óscar de Marcos
Óscar de Marcos Arana (Laguardia, Álava, 14 de abril de 1989) conocido deportivamente como De Marcos, es un exfutbolista español. A lo largo de su carrera jugó en diferentes posiciones, su demarcación original era la de media punta que alternava con la de interior, pero en 2013 el técnico Ernesto Valverde lo reconvirtió en lateral derecho y se mantuvo así hasta el final de su carrera.
Se formó en las categorías inferiores del Deportivo Alavés, con el que debutó en la temporada 2008-09. En julio de 2009 fichó por el Athletic Club, donde llegó a convertirse en el futbolista con más encuentros en competiciones europeas y en el segundo futbolista con más partidos oficiales, solo por detrás de José Ángel Iribar.

## Trayectoria

### Deportivo Alavés
Tras ganar un torneo con el equipo de fútbol 7 Rioja Alavesa Luzerna de su localidad, en el que derrotó al Alavés, fue seleccionado para hacer una prueba en el club albiazul.Óscar pasó la prueba y se incorporó a las categorías inferiores del Deportivo Alavés con doce años. Durante seis años su padre le llevó en coche por las tardes para que acudiera a los entrenamientos del club babazorro.
En verano de 2008 promocionó al Alavés "B" en Tercera División. El 21 de diciembre de 2008 debutó con el Deportivo Alavés, que jugaba en Segunda División, frente al CD Tenerife (1-2) en Mendizorroza. En enero de 2009, en sus dos primeras titularidades, logró dos tantos ante Celta de Vigo y Alicante CF.Al término de la temporada, el club babazorro descendió de categoría y decidió traspasar al atacante.

### Athletic Club
El 10 de julio del 2009, el Athletic Club anunció su fichaje a cambio de 360 000 euros.El atacante firmó un contrato de cuatro temporadas.Tras firmar su contrato, se incorporó a la concentración del equipo en Isla Canela.

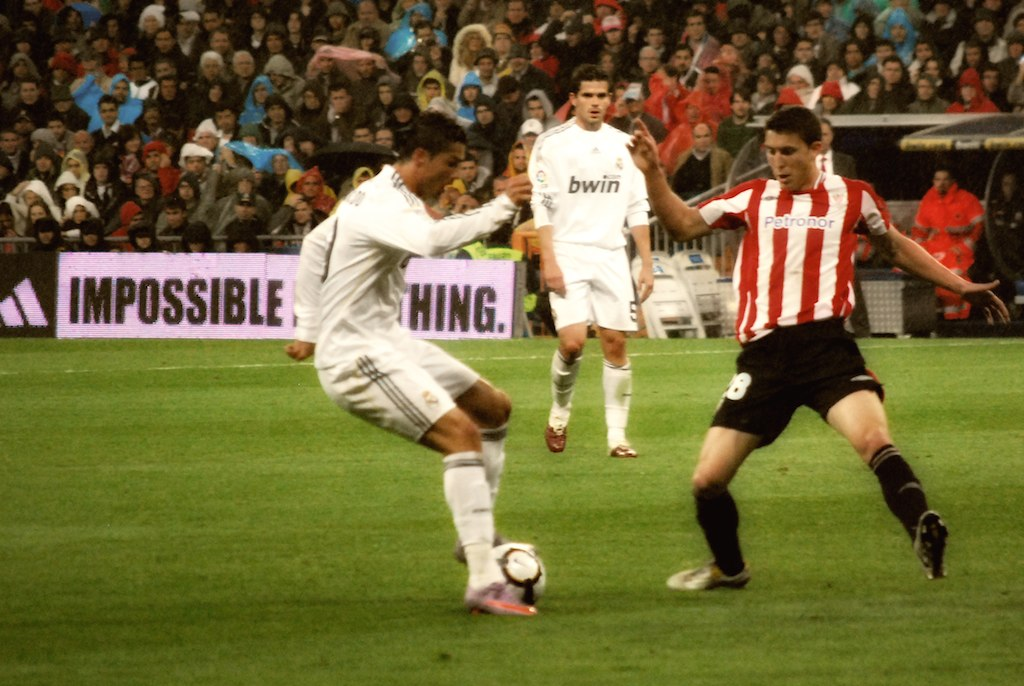
De Marcos en la temporada 2009-10 defendiendo a Cristiano Ronaldo.

El 6 de agosto debutó con la elástica del Athletic, en Liga Europa de la UEFA, frente a los Young Boys en Berna.En su siguiente partido, el 16 de agosto, marcó en la derrota contra el F. C. Barcelona (1-2) en la ida de la Supercopa de España de 2009 en San Mamés.Cuatro días después anotó su segundo gol oficial ante el Tromsø (3-2). A pesar de que fue titular en seis de los primeros ocho encuentros de la temporada, tras regresar del Mundial sub-20, fue perdiendo peso en el equipo.Desde su regreso en octubre, tuvo muy poca participación e, incluso, disputó un encuentro con el Bilbao Athletic. El 29 de noviembre anotó su primer tanto en Primera División en una goleada frente a la UD Almería (1-4), segundos después de haber saltado al terreno de juego.En su segunda temporada en el club vasco su situación fue a peor y apenas fue titular en tres encuentros. No fue titular hasta el 27 de febrero, ante el Valencia, donde se estrenó en el puesto de lateral derecho ante la baja de Andoni Iraola.

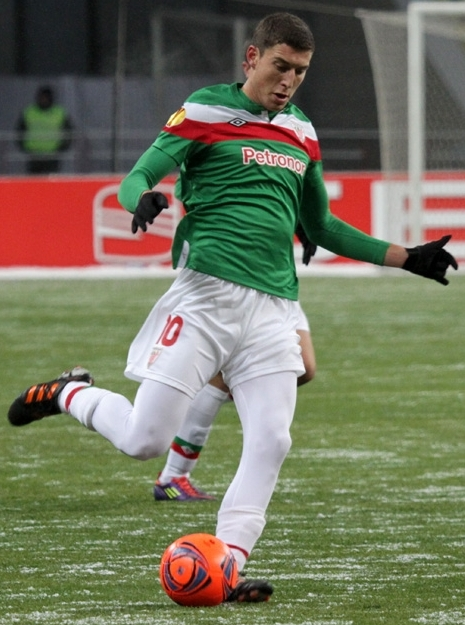
De Marcos en un partido contra el Lokomotiv de Moscú en el Estadio Olímpico Luzhnikí.

Antes del inicio de la temporada 2011-12 hubo un cambio de entrenador, Joaquín Caparrós fue sustituido por Marcelo Bielsa. Este cambio provocó un cambio radical en su situación.Tras jugar algún partido como lateral izquierdo, se adaptó a la posición de mediocentro ofensivo junto a Ander Iturraspe y Ander Herrera.Su primer partido en esa posición fue, el 29 de septiembre, en la victoria (2-0) frente al París Saint-Germain.Su gran despliegue físico y capacidad de desmarque le llevaron a ser uno de los futbolistas destacados en la temporada con nueve goles y once asistencias.El 20 de noviembre de 2011 marcó en el triunfo frente al Sevilla (1-2) en el Sánchez-Pizjuán.El 17 de diciembre el zaragocista Javi Paredes le provocó un desgarro en la uretra distal y tres heridas inciso-contusas en la región inguino-escrotal.A pesar de ello, aguantó hasta finalizar el partido y finalmente recibió 25 puntos de sutura en la zona escrotal. El 8 de marzo de 2012, en Old Trafford, marcó el segundo gol del equipo en la victoria (2-3) frente al Manchester United.El 15 de marzo anotó el segundo gol frente al Manchester United (2-1). El 29 de marzo marcó el tercer gol, en la victoria, frente al FC Schalke 04 por 2-4.El equipo vasco llegó a las finales de Copa del Rey y Liga Europa, donde fue titular.
La siguiente campaña, la última a las órdenes de Marcelo Bielsa, volvió a ser uno de los mejores del equipo, en su posición de mediocentro ofensivo, aunque también jugó algunos partidos de lateral.En dos temporadas con Marcelo Bielsa, jugó 99 partidos de 110 posibles; todos ellos como titular y la inmensa mayoría jugando los 90 minutos.
En la temporada 2013-14, con la llegada de Ernesto Valverde se produjo un cambio de esquema al pasar del 4-3-3 al 4-2-3-1. En un principio, se quedó sin sitio fijo en el equipo titular, aunque jugó algún partido de titular como extremo derecho. Finalmente, se hizo con un puesto en el lateral derecho alternando el puesto con Andoni Iraola. En lo colectivo el Athletic volvió a clasificarse para la Liga de Campeones de la UEFA, tras más de quince años de ausencia.
La campaña 2014-15 sería la última de Iraola en el club, por lo que se afianzó como lateral derecho indiscutible, siendo titular en 48 partidos. El 14 de diciembre de 2014 marcó en el derbi vasco, en Anoeta, en el empate ante la Real Sociedad (1-1).En lo colectivo, alcanzó de nuevo la final de la Copa del Rey 2014-15, la cual no pudo jugar por sanción.Además, cuando era necesario, jugó por la banda izquierda o en el centro del campo.
En agosto de 2015 disputó la final de la Supercopa de España en la que el Athletic Club se impuso al Barça por un global de 5 a 1, conquistando su primer título como profesional.Unos problemas de pubis le impidieron rendir a mejor nivel, aunque jugó 54 encuentros, por lo que a final de temporada fue operado en Múnich.
El 22 de enero de 2017, tras más de dos meses lesionado, anotó un gol de remate de cabeza ante el Atlético de Madrid. Inició la jugada en la zona del lateral derecho y llegó al área a rematar un centro de Raúl García.

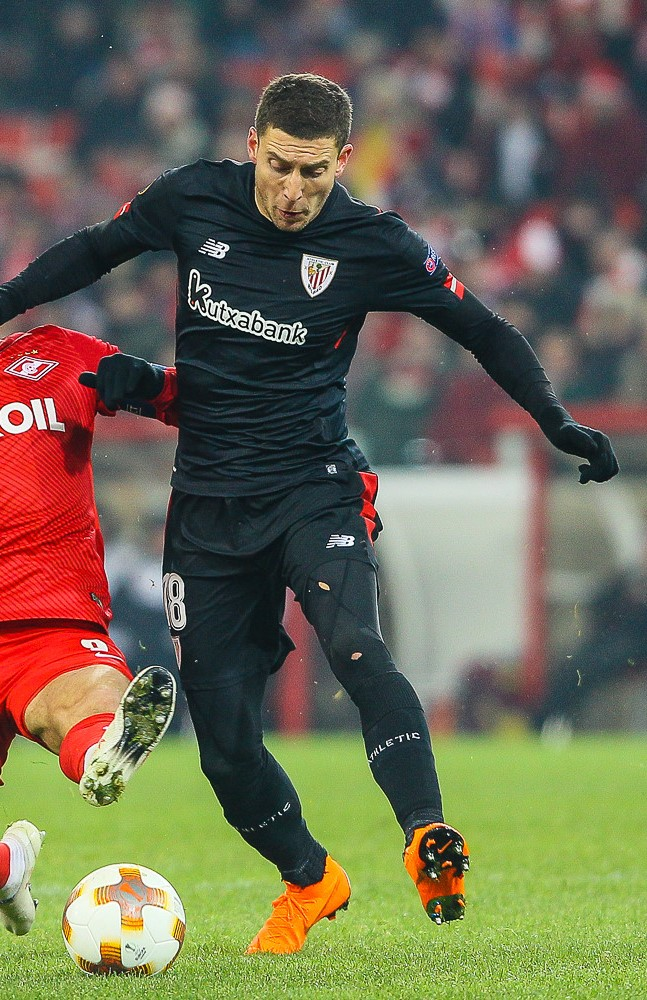
De Marcos durante un partido de la Liga Europa en 2018.

El 17 de agosto de 2017 marcó uno de los goles en la remontada frente al Panathinaikos.El equipo vasco perdía 2-0 en el minuto 67 y, en el minuto 74, ganaba 2-3. El 20 de agosto sufrió un esguince de tobillo, en el partido inaugural de La Liga, que le mantuvo tres meses fuera de los terrenos de juego.El 7 de enero de 2018 sufrió una lesión muscular, que le apartó otro mes del equipo.El 28 de febrero marcó el tanto del empate frente al Valencia (1-1).El 18 de abril disputó su partido 250 en Primera División, en un empate a uno ante el Real Madrid.
Durante la campaña 2018-19, con la llegada de Gaizka Garitano al banquillo, jugó varios part de interior derecho dejando el puesto de lateral para Ander Capa.En dicha campaña marcó, en el Camp Nou, el tanto en el empate ante el FC Barcelona (1-1).En la temporada 2019-20 estuvo inédito más de cinco meses, desde octubre hasta el parón por la pandemia, por problemas en su tobillo izquierdo.
En la primera parte de la campaña 2020-21 tampoco pudo jugar con continuidad y no fue hasta enero de 2021 cuando volvió a ser titular.El 17 de enero de 2021 marcó el tanto del empate a uno en la final de la Supercopa de España, donde derrotaron por 3 a 2 al FC Barcelona. El 19 de diciembre anotó el gol de la victoria frente al Real Betis (3-2) en el minuto 89.
El 18 de enero de 2023 convirtió el único gol del encuentro, frente al RCD Espanyol en San Mamés, en los octavos de final de Copa. El 22 de abril marcó el segundo gol del encuentro en el triunfo ante la UD Almería (1-2). Un mes después anunció su renovación por una temporada más, después de haber meditado la retirada.
El 29 de octubre de 2023 marcó el primer gol del encuentro ante el Valencia (2-2) en San Mamés.El 6 de abril de 2024 fue titular en la final de Copa frente al RCD Mallorca (1-1), donde se proclamaron campeones tras vencer en la tanda de penaltis.Óscar fue el encargado, junto a Iker Muniain, de levantar el trofeo.
El 19 de febrero de 2025 anunció su retirada al término de la temporada, tras haber igualado a Muniain como segundo jugador con más partidos disputados.El 17 de abril, en la vuelta de cuartos de final ante el Rangers, igualó a Markel Susaeta como futbolista con más partidos europeos del club.El 25 de mayo fue titular, en San Mamés, en su último encuentro como futbolista profesional.

## Vida personal
Su padre, Pedro Antonio, fue fundador de la Peña Athletic Rioja Alavesa en Laguardia en 1994.Óscar es un reconocido aficionado del Athletic Club desde la infancia, del que dijo que nunca se marcharía mientras el club le quisiera.

## Selección nacional
El 4 de septiembre de 2009 debutó con la selección española sub-21, frente a Polonia Sub-21, en un partido clasificatorio para la Eurocopa Sub-21 de 2011.Además, el 10 de septiembre de 2009 fue convocado para participar, en la Mundial de Egipto Sub-20.Jugó dos encuentros de la fase de grupos con la selección sub-20, aunque el combinado nacional cayó eliminado en octavos de final.
En noviembre de 2015 fue convocado por la selección española, sustituyendo al lesionado Juanfran, para los encuentros amistosos ante Inglaterra y Bélgica.Su debut estaba previsto para el 17 de noviembre, en el Estadio Rey Balduino, frente a Bélgica, Finalmente, el partido fue suspendido por motivos de seguridad tras los recientes atentados de París.

#### Participaciones en Copas del Mundo
| Mundial                | Sede   | Resultado        |
| ---------------------- | ------ | ---------------- |
| Mundial Sub-20 de 2009 | Egipto | Octavos de final |

## Estadísticas

### Clubes
Actualizado al último partido disputado el 17 de abril de 2025.
| Club                      | Div.          | Temporada     | Liga  | Liga  | Copas nacionales | Copas nacionales | Copas internacionales | Copas internacionales | Total | Total |
| Club                      | Div.          | Temporada     | Part. | Goles | Part.            | Goles            | Part.                 | Goles                 | Part. | Goles |
| ------------------------- | ------------- | ------------- | ----- | ----- | ---------------- | ---------------- | --------------------- | --------------------- | ----- | ----- |
| Deportivo Alavés · España | 2.ª           | 2008-09       | 20    | 3     | 0                | 0                | ―                     | ―                     | 20    | 3     |
| Deportivo Alavés · España | Total club    | Total club    | 20    | 3     | 0                | 0                | 0                     | 0                     | 20    | 3     |
| Bilbao Athletic · España  | 2.ª B         | 2009-10       | 1     | 0     | ―                | ―                | ―                     | ―                     | 1     | 0     |
| Bilbao Athletic · España  | Total club    | Total club    | 1     | 0     | 0                | 0                | 0                     | 0                     | 1     | 0     |
| Athletic Club · España    | 1.ª           | 2009-10       | 19    | 1     | 2                | 1                | 8                     | 1                     | 29    | 3     |
| Athletic Club · España    | 1.ª           | 2010-11       | 13    | 0     | 2                | 0                | ―                     | ―                     | 15    | 0     |
| Athletic Club · España    | 1.ª           | 2011-12       | 34    | 4     | 8                | 1                | 14                    | 4                     | 56    | 9     |
| Athletic Club · España    | 1.ª           | 2012-13       | 36    | 6     | 2                | 0                | 8                     | 1                     | 46    | 7     |
| Athletic Club · España    | 1.ª           | 2013-14       | 35    | 5     | 4                | 0                | ―                     | ―                     | 39    | 5     |
| Athletic Club · España    | 1.ª           | 2014-15       | 35    | 1     | 7                | 0                | 10                    | 1                     | 52    | 2     |
| Athletic Club · España    | 1.ª           | 2015-16       | 34    | 1     | 7                | 1                | 13                    | 0                     | 54    | 2     |
| Athletic Club · España    | 1.ª           | 2016-17       | 27    | 1     | 0                | 0                | 5                     | 0                     | 32    | 1     |
| Athletic Club · España    | 1.ª           | 2017-18       | 21    | 1     | 0                | 0                | 7                     | 1                     | 28    | 2     |
| Athletic Club · España    | 1.ª           | 2018-19       | 30    | 1     | 4                | 0                | ―                     | ―                     | 34    | 1     |
| Athletic Club · España    | 1.ª           | 2019-20       | 13    | 0     | 1                | 0                | ―                     | ―                     | 14    | 0     |
| Athletic Club · España    | 1.ª           | 2020-21       | 25    | 1     | 6                | 1                | —                     | —                     | 31    | 2     |
| Athletic Club · España    | 1.ª           | 2021-22       | 22    | 1     | 4                | 0                | —                     | —                     | 26    | 1     |
| Athletic Club · España    | 1.ª           | 2022-23       | 37    | 1     | 6                | 1                | —                     | —                     | 43    | 2     |
| Athletic Club · España    | 1.ª           | 2023-24       | 28    | 1     | 5                | 0                | —                     | —                     | 33    | 1     |
| Athletic Club · España    | 1.ª           | 2024-25       | 26    | 0     | 3                | 1                | 12                    | 0                     | 41    | 1     |
| Athletic Club · España    | Total club    | Total club    | 435   | 25    | 61               | 6                | 77                    | 8                     | 573   | 39    |
| Total carrera             | Total carrera | Total carrera | 451   | 27    | 61               | 6                | 77                    | 8                     | 593   | 41    |

## Palmarés

### Campeonatos nacionales
| Título              | País   | Club          | Año  |
| ------------------- | ------ | ------------- | ---- |
| Supercopa de España | España | Athletic Club | 2015 |
| Supercopa de España | España | Athletic Club | 2021 |
| Copa del Rey        | España | Athletic Club | 2024 |

### Trofeos regionales
| Título                 | Equipo        | Comunidad autónoma | Año  |
| ---------------------- | ------------- | ------------------ | ---- |
| Euskal Herriko Txapela | Athletic Club | País Vasco         | 2017 |
| Euskal Herriko Txapela | Athletic Club | País Vasco         | 2018 |
| Euskal Herriko Txapela | Athletic Club | País Vasco         | 2022 |
| Euskal Herriko Txapela | Athletic Club | País Vasco         | 2024 |

### Distinciones individuales
| Distinción                                         | Año  |
| -------------------------------------------------- | ---- |
| Seleccionado en el Once de Plata del Fútbol Draft. | 2010 |